# Юрате і Каститіс
Юрате і Каститіс (лит. Jūratė ir Kastytis) — одна з найвідоміших народних литовських казок. Вперше була записана в 1842 році  Людвіком Адамом Юцевичем та з тих пір неодноразово використовувалася в поемах, балеті і навіть  рок-опері..

## Етимологія
Ім'я Юрате походить від литовського слова  jūra — море .

## Сюжет

Бурштинове намисто і срібна корона Юрате на гербі міста Паланга.

Сюжет варіюється в залежності від версій казки, але основний зміст схожий.
Богиня Юрате жила на дні  Балтійського моря в бурштиновому палаці і стежила за морським порядком. Молодий рибалка Каститіс з села  Швянтойи викликав гнів богині тим, що наловив занадто багато риби. Юрате піднялася з глибин в образі  ундини ( морської діви), щоб покарати рибалку, але закохалася і забрала юнака до свого палацу. Вони щасливо жили, поки громовержець Перкунас не впізнав про кохання богині і простого смертного. Перкунас розлютився і розбив бурштиновий палац на мільйони шматочків, а Юрате прикував до скелі на морському дні. Саме тому, за легендою, балтійський берег після шторму засівають бурштином.
За однією версією Юрате врятувала коханого від смерті під час шторму; за іншою — Каститіс загинув, і Юрате оплакує його донині: її сльози падають бурштином (чистим і прозорим, якою була любов Юрате і Каститіса), а ридання приймаються за завивання бурі.

## Культурне значення
Серед литовських казок можливо дві улюблені більше інших — це «Юрате і Каститіс» і «Егле – королева вужів». Вони сягають корінням в  литовську міфологію і намагаються пояснити походження повсякденних речей.
У курортному місті Паланга з 1960 року стоїть фонтан, присвячений Юрате і Кастітіс (скульптура Н. Гайгалайте). Герб міста розроблявся з оглядкою на легенду: блакитне поле символізує Балтійське море, бурштинове намисто нагадує про давнє мистецтво, а срібна корона — морську богиню Юрате.
У Польщі існує морський курорт Юрата на ім'я легендарної богині.
Красива легенда надихала в різні часи на створення літературних та музичних творів. У 1920 році видатний литовський поет Майроніс написав баладу, оспівуючи закоханих. Ілюстрації до цього твору Вацловаса Ратайкіса-Ратаса заслужили визнання на  всесвітній виставці в Парижі (1937). У 1933 році на музику  Груодіса було поставлено балет, в 1955 — опера і написаний спектакль. У 2002 році до 750-ї річниці в  Клайпеди була поставлена рок-опера. Кінцівка опери сумна — замок зруйнований, а закохані розлучені.
У 1959 році литовська легенда з'явилася в СРСР у вигляді мультиплікаційного фільму «Бурштиновий замок».
Поет  Йосип Бродський згадує у своєму вірші «У Паланзі» (1967) Юрате і Кастітіс:

 … Кінець сезону. Столики догори дном.

  Радіють білки, шишками наситившись.

  Хропе в буфеті російський агроном,

  як свикшімся з бездоріжжям витязь.

  Фонтан дзюрчить, і десь за вікном

  милуються Юрате і Кастітіс  …
— Йосип Бродський, «В Паланзі» (фрагмент), 1967